# Duy Trung
Duy Trung là một xã thuộc huyện Duy Xuyên, tỉnh Quảng Nam, Việt Nam.
Xã Duy Trung có diện tích 32,69 km², dân số năm 2019 là 7.866 người, mật độ dân số đạt 241 người/km².